# Fiachu mac Néill
Fiachu mac Néill (fl. V secolo) regnò sull'Uisnech, nel Mide (Irlanda tra la fine del V e gli inizi del VI secolo).
Apparteneva alla dinastia degli Uí Néill ed era figlio del re supremo irlandese Niall Noígíallach. Secondo il Libro del Leinster successe al fratello Conall Cremthainne (morto nel 480) sul trono di Uisnech. Secondo la Vita tripartita di San Patrizio, il santo fece visita a Fiachu e al fratello Éndae a Uisnech. Fiachu rifiutò di farsi battezzare e per questo San Patrizio maledisse Uisnech. Ma secondo Tírechán un figlio di Fiachu uccise uno dei seguaci di Patrizio, che perciò maledisse la sua discendenza. Fiachu appare negli annali irlandesi come il conquistatore di Meath. Nel 507 Fiachu fu sconfitto da Failge Berraide, antenato della dinastia degli Uí Failgi del Leinster, nella battaglia di Frémainn (Collina di Frewin, nei pressi di Mullingar, nella contea di Westmeath). Ma nel 514 Fiachu sconfisse Failge a Druim Derg, strappando così la pianura di Mide ai Laigin. Fiachu fu l'antenato dei Cenél Fiachach. Dalla sua discendenza nacquero due rami e provenne san Áed mac Bricc (morto nel 589) .